# Vídeo

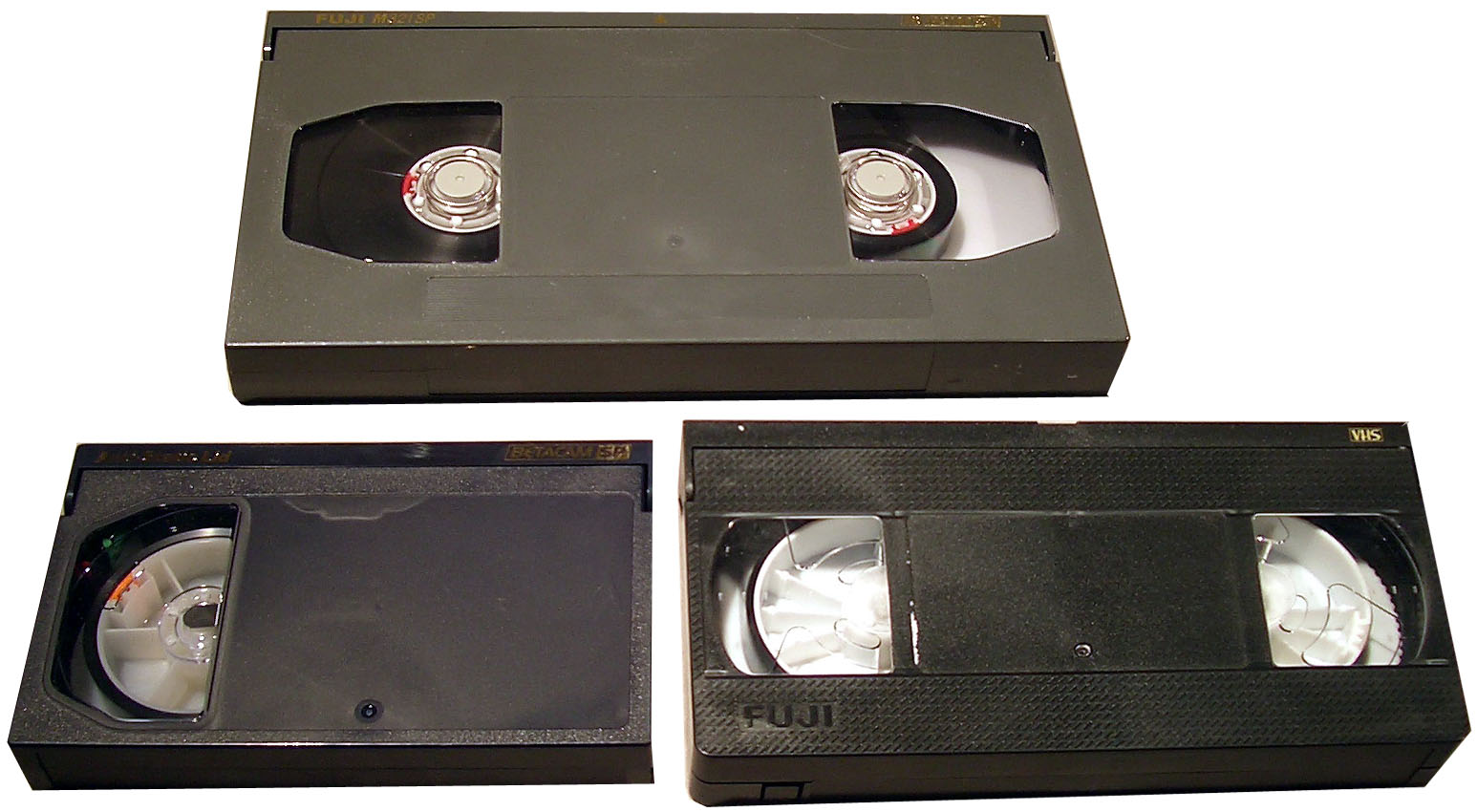
Fitas de vídeo de três tipos diferentes: Betacam L, Betacam S e VHS.

Vídeo, do latim eu vejo, é uma tecnologia de processamento de sinais eletrônicos, analógicos ou digitais, para capturar, armazenar e transmitir ou apresentar uma sucessão de imagens com impressão de movimento. A aplicação principal da tecnologia de vídeo resultou na televisão, com todas as suas inúmeras utilizações, seja no entretenimento, na educação, engenharia, ciência, indústria, segurança, defesa, artes visuais.
O termo vídeo ganhou com o tempo uma grande abrangência. Chama-se também de vídeo uma gravação de imagens em movimento, uma animação composta por fotos sequenciais, resultando em uma imagem animada, e principalmente as diversas formas de gravar imagens eletronicamente em fitas (analógicas ou digitais) ou outras mídias (cartões de memória, discos etc.).
Estas formas de gravação e armazenamento de imagens se corporificam através de diferentes formatos e mídias com características de codificação próprias, como vemos descrito abaixo.

## Formatos de vídeo
Tanto nas fitas quanto nos discos os formatos são, na verdade, “os tamanhos” (que implicam a largura do material magnético, tamanho da caixa e na forma pela qual o sinal é gravado e lido). Cada um é para um uso diferente com características técnicas e qualidades específicas.
Para cada formato de fita ou disco existe a câmera correspondente, bem como aparelhos gravadores e reprodutores de mesa usados para edição (montagem) e copiagem das imagens gravadas com estas câmeras.
Os formatos podem genericamente ser divididos em 2 famílias: Profissionais e amadores.
Os formatos profissionais são usados para captação ou masterização de programas ou vídeos com fins comerciais e/ou para veiculação com alta qualidade em meios de comunicação de massa, já os amadores são para captação doméstica e veiculação restrita.
Eventualmente alguns formatos amadores podem ser usados para fins profissionais dependendo principalmente do tipo de equipamento usado na captação das imagens.
Em ordem de qualidade de imagem:
- Discos Profissionais: XDCAM, Blue Ray e HDVD;
- Fitas Profissionais: BETA DIGITAL, DVCPRO, BETACAM, DVCAM;
- Fitas Amadoras: MINIDV, SUPER VHS, Hi8, VHS, Hi8 Digital, Video 8;
- Discos Amadores: DVD e MiniDVD.

Apesar da qualidade apenas razoável, o formato de fita VHS foi o mais difundido no mundo do s anos 80 até meados de 2005 e a cada dia vem sendo substituído pelo DVD.
Mas é importante ressaltar que formato não a única diferença entre as fitas, em um mesmo formato, podem existir diferentes sistemas de TV que podem tornar fitas incompatíveis entre sí.
Exemplos de características técnicas de alguns formatos de vídeo:
- Formato VHS = fita com ½ polegada de largura, caixa com 18,7x10 cm, aprox. 280 linhas de definição, gravação de sinal de vídeo de forma composta.
- Formato BETACAM = fita com ½ polegada de largura, caixas com diversos formatos conforme os tempos de gravação (com 10x16cm ou 15x25,5 cm), aproximadamente 450 linhas de definição, gravação de sinal de vídeo de forma componente (cor separada da imagem e branco e preto).
- Formato MiniDV = fita com 1/8 de polegada de largura caixa com 6,5x4,9 cm, aprox. 400 linhas de definição, gravação de sinal de vídeo de forma digital com compressão de 4 por 1.
- Formato DVD = disco de plástico com informação digital gravada opticamente, 12 cm de diâmetro, aprox. 450 linhas de definição, gravado digitalmente no formato MPEG2.
- Formato MiniDVD = disco de plástico com informação digital gravada opticamente, 8 cm de diâmetro, aprox. 450 linhas de definição, gravado digitalmente no formato MPEG2.

## Formatos deDVDs
Os DVDs (Digital Video Discs ou Digital Versatile Discs) são uma evolução dos antigos Vídeos-CDs, são discos com grande capacidade de armazenamento onde a imagem é gravada digitalmente. Ela depois pode ser lida por um reprodutor autônomo ou por um leitor em computador. Os DVDs tem uma boa qualidade de imagem e som graças a um bom padrão de digitalização de vídeo (MPEG2) e de áudio (pode reproduzir o áudio com uma qualidade 4 vezes maior que um CD de música). Graças a um menu, a informação do DVD pode ser acessada na ordem que o espectador quiser, permitindo interatividade.
Existem os DVDs estampados industrialmente onde a gravação é aplicada juntamente com a película metálica durante a fabricação (processo para produção em alta escala) e os DVDs graváveis onde a imagem ou dados são marcados em uma camada sensível por um gravador de DVD. Os graváveis tem vários tipos: +R, -R, +RW e -RW e infelizmente não são compatíveis com 100% dos leitores de DVD domésticos mais antigos.
Existem também discos de alta definição (Blu-Ray e HD DVD) que tem uma capacidade de armazenamento várias vezes maior que um DVD comum e por isto podem conter imagens com uma qualidade muito maior que normalmente ocupam muito espaço.

## Sistemas ou padrões de cor em vídeo
A invenção da televisão remonta ao princípio do século passado e por volta de 1925, já existiam equipamentos experimentais. Ao longo do tempo, enquanto se aperfeiçoava a tecnologia televisiva, novos elementos eram agregados por laboratórios ou empresas de diversos países sem um padrão comum, o que tornava incompatíveis equipamentos de um país para outro. Com  advento da cor houve diferentes padronizações que se difundiram com base em interesses comerciais e políticos, resultando em pelo menos 3 diferentes famílias de padrões de TV (NTSC, PAL e SECAM).
Cada padrão de TV implica uma forma diferente de se codificar as imagens, transmiti-las e gravá-las nas mídias (fitas, DVDs, discos) independente de seu formato. Assim, são específicas a velocidade de gravação, a forma pela qual a cor é gravada, o número de linhas que constituem imagem (não confundir com definição).
Assim sendo, uma fita ou DVD gravados em um país podem não ser assistidos em outro ou, na melhor das hipóteses, somente podem ser vistos em branco e preto.
Hoje em dia com a tecnologia digital e a alta definição foram desenvolvidos e difundidos novos padrões de TV, ainda que baseados nos padrões da TV analógica eles são totalmente digitais e contemplam uma alta qualidade de imagem e som além de diversos recursos interativos.

## Distribuição pelo mundo dos sistemas ou padrões de cor

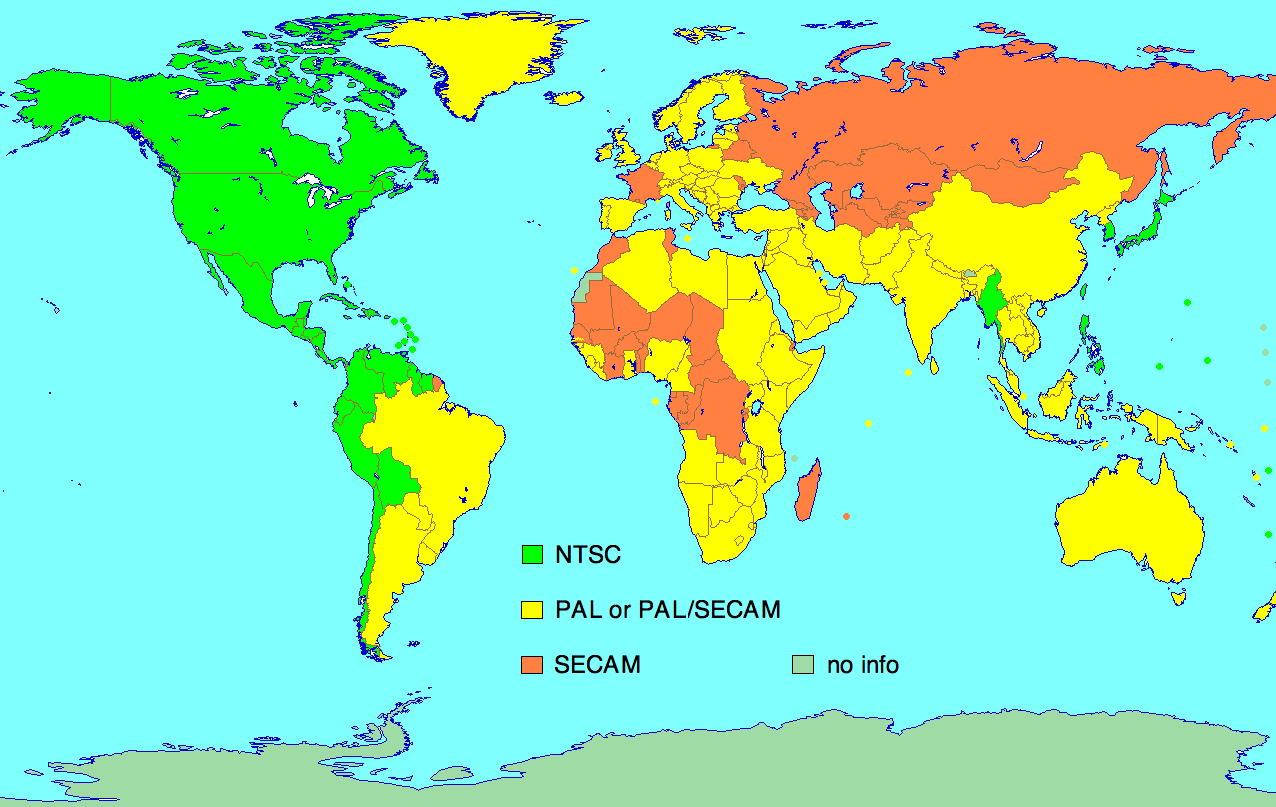
Distribuição dos tipos padrões de vídeos analógicos.

- Video Display Standards
- Video Connection Standards

### Digitais de Alta Definição
- ATSC (EUA, Canadá, México = Advanced Television Systems Committee)
- DVB (Europa = Digital Video Broadcasting)
- ISDB (Japão = Integrated Services Digital Broadcasting)
- ISDB-TB (Brasil = Integrated Services Digital Broadcasting - Terrestrial Built-in)

### Analógicos (antigos)
- MAC (Europa)
- MUSE (Japão sistema analógico de HDTV)
- NTSC (EUA, Canadá, Japão, Coreias, parte da América do Sul)
- PAL (Europa, Ásia, Austrália, etc.)
  - PALplus (PAL com maior definição - Europa)
  - PAL-M (PAL desenvolvido com características do NTSC - Brasil)
- SECAM (França, ex-USSR, parte da África Central)